# اسلوپ کلاس بیترن
اسلوپ کلاس بیترن (به انگلیسی: Bittern-class sloop) یک کلاس از اسلوپ‌ها است که طول آن ۲۶۶ فوت (۸۱ متر) می‌باشد.